# Obišovce
Obišovce (Hongaars: Abos) is een Slowaakse gemeente in de regio Košice, en maakt deel uit van het district Košice-okolie.
Obišovce telt 395 inwoners.